# فيليس إليس
فيليس إليس هي لاعب هوكي الحقل كندية، ولدت في 11 نوفمبر 1959.

## وصلات خارجية
- فيليس إليس على موقع أوليمبيديا (الإنجليزية)